# Белово (Калининградская область)
Белово — посёлок в Гвардейском городском округе Калининградской области. До 2014 года входил в состав Славинского сельского поселения.

## История
В 1946 году населённый пункт Перполькен был переименован в посёлок Белово.

## Население
| 2002 | 2010 |
| ---- | ---- |
| 72   | ↘49  |